# Edvard Martinuzzi (mlajši)
Edvard Martinuzzi, italijanski dramatik in prevajalec slovenskega rodu, * 3. marec 1932, Trst, † 27. maj 1969, Trst.

## Življenje in delo
Rodil se je v družini dramatika in prevajalca Edvarda in gospodinje Marije Martinuzzi rojene Pavlič. Osnovno šolo in nižjo gimnazijo je končal v Kranju, kjer je bil oče knjigovodja, višjo gimnazijo pa v Kopru, kamor se je družina po končani vojni preselila. V letih 1952−1954 je na ljubljanski filozofski fakulteti študiral slavistiko. V gledališki sezoni 1955/1956 je bil igralec pri Gledališču slovenskega primorja v Kopru. Od 1957 do smrti pa član Slovenskega gledališča v Trstu. 
Že leta 1948 je pod psevdonimom Muc v koprskem listu Jadran objavljal pesmi. Leta 1967 je ob stoletnici Kmečke čitalnice imel v Škednju slikarsko in fotografsko razstavo. Izdeloval je tudi maske iz gline. Po bratih Grimm je za Slovensko gledališče v Trstu skupaj z očetom pripravil dramatizacijo Trnuljčice (uprizorjena 5. maja 1966), sam pa Obutega mačka (uprizorjeno 6. maja 1966). Za Radio Trst A je dramatiziral več radijskih iger. Kot igralec pa je nastopal predvsem v kratkih in komičnih vlogah, predvsem rad pa je nastopal in bil zelo uspešen v otoških igrah. 